# Lionel Daigle
Pour les articles homonymes, voir Daigle.
Lionel F. Daigle, C.M., est un prêtre canadien, originaire d'Edmundston, au Nouveau-Brunswick. Il est curé de Clair de 1959 à 1988. Il enseigne la musique et fonde les Jeunes Violonistes de Clair, connus à travers l'Amérique du Nord. Il est fait membre de l'Ordre du Canada en 1978. Il reçoit aussi la médaille Jean-Paul II et la Prélature pontificale. Il meurt le 17 septembre 1998.